# Reglamento sobre los minerales de conflicto de la UE
El reglamento sobre minerales de conflicto de la UE (Reglamento (UE) 2017/821) es un reglamento legislativo de la Unión Europea que establece una serie de obligaciones a las empresas de la Unión importadoras de minerales (menas y concentrados) o metales de estaño, tantalio, wolframio y oro originarios de zonas de conflicto o de alto riesgo con el objetivo de que los grupos armados y fuerzas de seguridad tengan menos oportunidades de comerciar con estos recursos de conflicto.
Fue aprobado en 2017 y aplicado el 1 de enero de 2021.

## Contexto
Su principal objetivo es dificultar la capacidad de financiación que tienen los grupos armados o las fuerzas de seguridad implicadas en un conflicto armado o una zona de alto riesgo, que utilizan la venta de minerales de conflicto o las estructuras comerciales de estos productos para perpetuar o escalar las situaciones de conflicto. Este objetivo se pretende lograr obstaculizando la compra y venta de minerales de conflicto por parte de importadores intermedios de la UE y sus proveedores. 
Este reglamento se centra en los minerales llamados 3TG, un grupo de minerales más conocido por las siglas en inglés de sus metales derivados más utilizados: tin (estaño), tungsten (wolframio), tantalio (tántalo) y gold (oro).Este grupo de minerales
En 2010 el Senado de Estados Unidos aprobó la Ley Dodd-Frank, cuyo artículo 1502 exige que las empresas que cotizan en bolsa en los Estados Unidos, ya sean nacionales o extranjeras, revelen si los minerales de conflicto utilizados en sus productos se originaron en los países de la región de los Grandes Lagos de África, zona que sufre numerosaas situaciones de conflicto desde hace décadas. La regulación de los minerales de conflicto de la UE de 2017 amplió el alcance de la obligación de realizar un estudio bajo dijligencia debida a cualquier zona en conflicto, y al hacer obligatorias las orientaciones de la OCDE, la UE prohíbe implícitamente a los importadores contribuir a la financiación de conflictos, a abusos graves contra los derechos humanos y a apoyar a grupos armados no estatales, ya que exige que las empresas se desvinculen de los proveedores que participan en estos tipos de actividades.
Otros reglamentos de la UE relacionado con los recursos de conflicto son el reglamento de la madera de la Unión Europea o el reglamento Kimberley.

### Zonas de conflicto y de alto riesgo
La Guía de la OCDE, utilizada como base para estructurar el reglamento, define las zonas de conflicto y de alto riesgo en los siguientes términos: “Las áreas afectadas por conflictos y de alto riesgo se identifican por la presencia de conflictos armados, violencia generalizada u otros riesgos de daño a las personas. Los conflictos armados pueden adoptar diversas formas, como un conflicto de carácter internacional o no internacional, que puede involucrar a dos o más Estados, o puede consistir en guerras de liberación, o insurgencias, guerras civiles, etc. Las zonas de alto riesgo pueden incluyen áreas de inestabilidad o represión política, debilidad institucional, inseguridad, colapso de la infraestructura civil y violencia generalizada. Estas zonas se caracterizan a menudo por abusos generalizados de los derechos humanos y violaciones del derecho nacional o internacional”.
La UE elabora la lista Cahra, actualizada de forma trimestral por la organización RAND, donde se incluyen todas las zonas de conflicto y de alto riesgo a nivel mundial.

## Ámbito de aplicación
Como reglamento de la Unión Europea es directamente aplicable en todos los Estados de la Unión, sin que sea precisa ninguna norma jurídica de origen interno o nacional que la transponga para completar su eficacia plena. Una vez realizado el estudio de la cadena de suministro se deberán aplicar las consideraciones observadas en el Manual sobre diligencia debida ambiental en las cadenas de suministro de minerales de la OCDE.
Este control de la cadena de suministro de los productos importados se debe llevar a cabo por la misma empresa importadora mediante diligencia debida, e incluye información como la mina de origen de los minerales, los lugares en los que los recursos se consolidan, comercializan y procesan, o los impuestos, tasas y cánones pagados. Las empresas deben informar públicamente anualmente sobre sus prácticas de diligencia debida,.  
El reglamento de la UE exime de su cumplimiento a las empresas que utilizan estos minerales en productos manufacturados, así como a las empresas que importan volúmenes bajos de minerales, siempre y cuando el volumen total importado cubierto por mla regulación no caiga por debajo del 95% del total importado a la UE. La propia estimación de la UE es que el reglamento se aplica directamente a entre 600 y 1.000 importadores de la UE, e indirectamente a unos 500 fundidores y refinadores de minerales 3TG.
Cada Estado miembro debe designar una o más autoridades competentes responsables de la aplicación del reglamento de la UE (o MSCA por sus siglas en inglés), recayendo en los Estados miembros la responsabilidad de garantizar el cumplimiento del reglamento mediante la realización de controles. El único instrumento formal previsto por la misma UE para abordar el incumplimiento es un aviso de las medidas correctoras que debe adoptar un importador de la Unión.

## Normas complementarias
El reglamento de los Minerales de Conflicto fue complementado por el reglamento delegado (UE) 2019/429 de la Comisión, publicado el 11 de enero de 2019, en lo que respecta a la metodología y los criterios para la evaluación y el reconocimiento de los programas de diligencia debida en la cadena de suministro de estaño, tantalio, wolframio y oro.
El Reglamento Delegado (UE) 2020/1588 de la Comisión de 25 de junio de 2020 modifica el Anexo I del Reglamento (UE) 2017/821 estableciendo los volúmenes mínimos regulados para los minerales de tantalio o niobio y sus concentrados, los minerales de oro y sus concentrados, los óxidos e hidróxidos de estaño, los tantalios y los carburos de tantalio.

## Críticas
Según un informe publicado por International Peace Information Service (IPIS) y PAX a finales del 2023 el reglamento “no ha logrado ningún impacto notable a lo largo de las cadenas de suministro, y mucho menos en los países productores” debido a .
La mayoría de los importadores de la Unión aún no cumplen con las obligaciones impuestas y los poco que sí lo hacen, lo hacen de forma deficiente .A su vez, se señala la ausencia de una cultura de información y transparencia en el sector.
Una de las críticas principales que se le han hecho a la regulación es que la lista Cahra no contempla aquellos países que manufacturan productos con minerales 3TG y que a su vez importan minerales de otras regiones en conflicto. Por ejemplo los socios comerciales de oro más importantes de la UE (es decir, Suiza, EE. UU., Canadá o Australia) no están incluidos en la lista CAHRA a pesar de que tienen un sector de refinería o fundición con importaciones significativas de países de alto riesgo. Tampoco están incluidos en la lista Cahra los países que sirven como centros comerciales de importación indirecta vinculados al comercio ilícito y la financiación de conflictos como Dubái.
Por otro lado las importaciones de minerales como materia prima tan sólo representa el 5% de las importaciones de la UE, mientras que la importación de productos que contienen minerales como maquinaria, vehículos y otros productos manufacturados representaron el 56% de las importaciones de la UE. La gran mayoría de las empresas y consumidores de la UE utilizan los minerales 3TG pero al no constituir importaciones de materias primas sino de productos manufacturados quedan fuera del alcance del reglamento.
Los importadores de la UE a menudo no utilizan sistemas adecuados y completos de trazabilidad de la cadena de suministro y las fundiciones y refinerías fuera de la UE a menudo no son completamente transparentes sobre el origen mineral.Debido a que la lista de importadores de 3TG no es pública, la función de identificar y controlar estas empresas recae en organismos civiles como las ONG o los medios de comunicación. Aunque los Estados miembros pueden publicar estas listas a nivel individual en 2021 Austria fue el único país que divulgó los nombres de las empresas importadoras. 
Por otro lado el reglamento no permite sanciones punitivas, sino sólo medidas correctoras, por lo que una empresa puede seguir importando minerales de conflicto en el caso de que el Estado al que le corresponda sancionar no tome medidas. Las medidas sancionadoras dependen de cada Estado, y estas pueden variar contemplando desde un aviso a sanciones económicas o el cese de la actividad.Las autoridades competentes estatales responsables de garantizar la aplicación “efectiva y uniforme” del reglamento, a menudo carecen de la experiencia y la capacidad sectoriales necesarias para cumplir su tarea.
Los delitos ambientales y los problemas causados por la contaminación relacionada con la minería, como los altos niveles de contaminación del agua, suelo, aire o contaminación acústica con impacto en la salud de la población local, no están contempladas. Este tipo de degradación ambiental genera numerosos conflictos en las poblaciones locales, además de una contaminación que va más allá de la zona de actividad, ya que la contaminación es transportada por medios como los ríos o las corrientes de aire. La extracción y el procesamiento de metales representan una parte significativa de las emisiones globales de gases de efecto invernadero (aproximadamente el 10% en 2018). 
Los conflictos medioambientales provocan también enfrentamientos entre la población local y los grupos mineros o los grupos armados y fuerzas de seguridad, y en muchas situaciones esto lleva a unos altos grados de violencia o represión. Colombia es uno de los países más peligrosos para los activistas medioambientales y según Global Witness, en 2020, 65 defensores del agua y la tierra fueron asesinados en el país, lo que lo convierte en el país con la tasa de asesinatos ambientales más alta del mundo. Este tipo de conflictos tampoco están contemplados en la regulación.